# Xavier Cugat

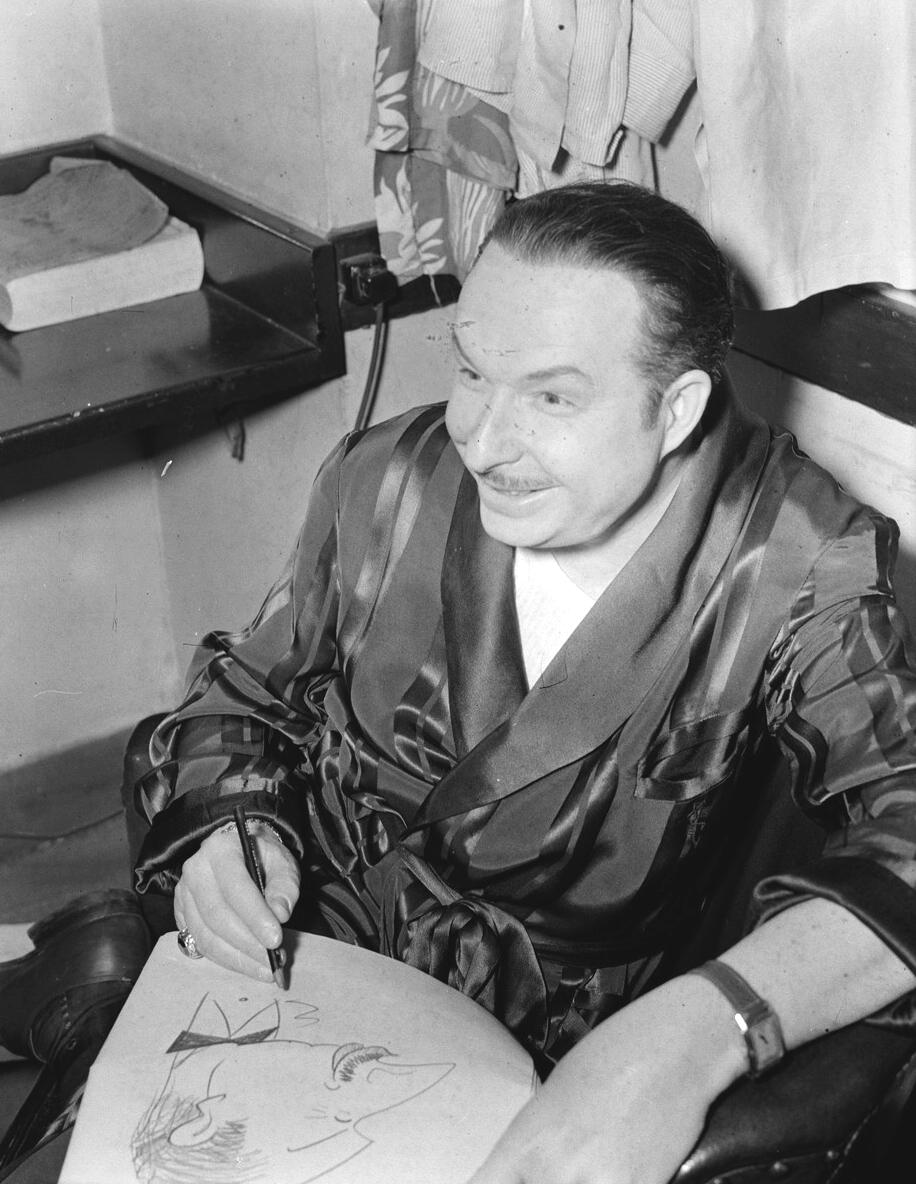
Xavier Cugat

Xavier Cugat (Gerona (Spanje), 1 januari 1900 – Barcelona, 27 oktober 1990) was een Spaanse bandleider, die zijn jeugd doorbracht in Havana, Cuba. Hij was een vaardig violist en arrangeur, hij was een sleutelfiguur in de verspreiding van de Latijns-Amerikaanse muziek in de VS. Hij was ook cartoonist en een succesvol zakenman. In New York vormde hij - met zijn bandleden - het huisorkest van het Waldorf-Astoria Hotel, zowel voor als na de Tweede Wereldoorlog.

## Leven en carrière
Cugat werd in Spanje geboren als Francesc d'Asís Xavier Cugat Mingall de Bru i Deulofeu. Zijn familie emigreerde naar Cuba toen Xavier vijf was. Hij werd opgeleid als klassiek violist en speelde in het orkest van het Teatro Nacional in Havana. Op 6 juli 1915 arriveerden Cugat en zijn familie als immigranten in New York. Zij waren passagiers aan boord van het S.S. Havana.
Als teenager leerde hij vioolspelen in het Teatro Nacional in Havanna en later begeleidde hij Enrico Caruso bij een van diens tournees. Aan het begin van zijn showbusinesscarrière, tijdens de tango-rage, speelde hij in een band genaamd The Gigolo's.

### Huwelijken
Cugat was vier keer getrouwd. Zijn eerste vrouw was Carmen Castillo (1929–1944), zijn tweede Lorraine Allen (1947-52), zijn derde vrouw de zangeres Abbe Lane (1952-64) en zijn vierde de Spaanse gitariste en comédienne Charo (1966-78). Zijn laatste huwelijk was het eerste dat werd gesloten in Caesars Palace op de Las Vegas Strip.

### Radio en film
Aan het eind van de twintiger jaren, toen het tijdperk van de stomme film afliep en dat van de films met geluid begon, stelde hij nog een tangoband samen die enig succes had in korte musicalfilms. In het begin van de dertiger jaren verscheen hij met zijn band in belangrijke films. In 1931 ging hij met zijn band naar New York voor de opening van het Waldorf-Astoria Hotel en verving uiteindelijk Jack Denny als leider van de huisband. Zestien jaar lang was Cugat orkestleider in het Waldorf-Astoria Hotel. Hij pendelde de daaropvolgende 30 jaar tussen New York en Los Angeles voor hotel- en radio-optredens afgewisseld met filmoptredens in onder meer You Were Never Lovelier (1942), Bathing Beauty (1944), Week-End at the Waldorf (1945) en Neptune's Daughter (1949).

### Opnamen
Zijn opname in 1940 van Perfidia met zanger Miguelito Valdés werd een grote hit. Cugat volgde de nieuwe trends op de voet. Zo maakte hij opnamen voor de Chachacha, de conga, de mambo en de twist op het moment dat die in de mode waren. Verschillende songs die hij opnam, inclusief "Perfidia", werden gebruikt in de Wong Kar-Waifilms Days of Being Wild en 2046. Een grote hit werd "Brazil", dat in 1943 de zeventiende plaats van de Billboard Hot 100 bereikte.
Andere bekende titels zijn onder meer:
- Bahía
- Siboney
- Malagueña
- Andalucía (The Breeze and I)
- Tequila
- El Cumbachero

## Dood
Cugat stierf op 90-jarige leeftijd in Barcelona aan hartfalen, en werd begraven in zijn geboorteplaats Gerona.